# レクスト
株式会社レクスト（LEXT INC.）は、愛知県名古屋市に本社を置き、愛知県を主たる事業範囲として冠婚葬祭事業を行っている。1956年（昭和31年）創業。葬祭事業は愛昇殿（あいしょうでん、旧：愛知葬祭）、冠婚事業はザ・グランドティアラ（旧：高砂殿）がそれぞれ行う。

## 沿革
一部公式ホームページ「沿革」より。
- 1956年（昭和31年）
  - 株式会社愛知冠婚葬祭互助会（あいちかんこうそうさいごじょかい）として設立（結婚式を施行する場所は市営徳川園または中村記念館（中村公園））
- 1958年（昭和33年）
  - 専用式場「高砂殿」（現・ザ・グランドティアラ）オープン（名古屋市東区主税町）
- 1970年（昭和45年）
  - 「高砂殿名古屋本店」オープン（名古屋市中区富士見町）
- 1973年（昭和48年）

  - ハネムーンの発売を開始[要出典]
- 1975年（昭和50年）
  - 仏壇ビル完成　営業開始
- 1979年（昭和54年）
  - 結婚式とハネムーンがセットになった「スペシャルパッケージ」を発売
  - 高砂殿のCMに郷ひろみを起用
- 1982年（昭和57年）
  - 新幹線名古屋駅前に「駅前高砂殿（現：ザ・グランドティアラ名古屋駅前）オープン
- 1985年（昭和60年）
  - 結婚情報システム「コスモスプリマリエ」設立
  - ハワイ高砂殿「プリマリエチャーチ」オープン　日本の企業として初めてハワイに専用の教会を建てる[要出典]
- 1986年（昭和61年）
  - 旅行業の免許を取得し、旅行ツアー会社「ピボットツアー」設立[2]
  - 「平和愛昇殿」オープン
- 1987年（昭和62年）
  - 「春日井愛昇殿」オープン
- 1988年（昭和63年）
  - 「一宮高砂殿（現：ザ・グランドティアラ一宮）」オープン
- 1989年（平成元年）
  - 「浜松愛昇殿」オープン
- 1990年（平成2年）
  - 「那古野愛昇殿」オープン
  - オリジナルブランド「ロイヤルスペンサー」設立
- 1991年（平成3年）
  - 「名和愛昇殿」オープン
- 1992年（平成4年）
  - 「藤が丘愛昇殿」・「若葉通愛昇殿」オープン
- 1993年（平成5年）
  - 「太閤通愛昇殿」オープン
- 1994年（平成6年）
  - 「野並愛昇殿」オープン
- 1995年（平成7年）
  - 「六番町愛昇殿」・「自由ヶ丘愛昇殿」オープン
- 1996年（平成8年）
  - 「犬山愛昇殿」・「一宮奥町愛昇殿」オープン
  - オリジナルワイン「グランドティアラ」発表
  - デザインアルバム「浪漫アルバムティアラ」発表[要出典]
  - 「駅前高砂殿」リニューアル
- 1997年（平成9年）
  - 「一宮高砂殿」にガーデンチャペルとレストラン「シャフォンテ」オープン[要出典]
  - 「津島愛昇殿」・「甚目寺愛昇殿」・「師勝愛昇殿」オープン
- 1998年（平成10年）
  - 「駅前高砂殿」にチャペル「エルカミーノリアルカシードラル」オープン[要出典]
  - 「豊明高徳院愛昇殿（現：高徳院愛昇殿）」・「吹上愛昇殿」オープン
- 1999年（平成11年）
  - 「ホテルグランドティアラ春日井」に大聖堂「エルカミーノリアルカシードラル」誕生[要出典]
  - 「一宮松降愛昇殿」・「一宮朝日愛昇殿」オープン
- 1999年（平成11年）
  - 名古屋市八事霊園に「愛昇殿無料休憩所」オープン
- 2000年（平成12年）
  - 「江南愛昇殿」オープン
  - オリジナル基礎化粧品「ブリシア」発表
- 2001年（平成13年）
  - 「ホテルグランドティアラ安城」・「蟹江愛昇殿」・「尾西愛昇殿」オープン
- 2002年（平成14年）
  - 「安城愛昇殿」オープン
- 2003年（平成15年）
  - 「高砂殿」から「ザ・グランドティアラ」へ名称変更[要出典]
  - 「ザ・グランドティアラ名古屋駅前」のバンケットをリニューアル[要出典]
- 2004年（平成16年）
  - 「岐阜愛昇殿」オープン
- 2005年（平成17年）
  - 「堀田通愛昇殿」オープン
- 2007年（平成19年）
  - 「小牧愛昇殿」オープン
- 2008年（平成20年）
  - 「みなと愛昇殿」オープン
- 2009年（平成21年）
  - 「ザ・グランドティアラ一宮」にゲストハウス「エルランテ」・「高畑愛昇殿」オープン
- 2010年（平成22年）
  - 「ホテルグランドティアラ春日井」にゲストハウス「エルミラーズコート」オープン[要出典]
- 2011年（平成23年）
  - 「平和愛昇殿」を「愛昇殿平和クリスタルホール」としてリニューアル
  - 「稲沢愛昇殿」オープン
  - 東日本大震災では、災害協力として棺1万本を供出
- 2012年（平成24年）
  - 「尾張旭愛昇殿」オープン
  - フランス有名パティシエ「ミッシェル・ブラン」とコラボレーションした婚礼用デザートを開発[要出典]
- 2013年（平成25年）
  - 「東山愛昇殿」オープン・「鳴海愛昇殿」オープン
- 2014年（平成26年）
  - 「原愛昇殿 了庵」・「平手愛昇殿」オープン
- 2015年（平成27年）
  - 「刈谷愛昇殿」・「知立愛昇殿」・「東海愛昇殿」・「米野木愛昇殿」オープン
- 2016年（平成28年）
  - 「小牧駅北愛昇殿」オープン
  - 社名を「株式会社レクスト」へ改称[3]
- 2017年（平成29年）
  - 「レクスト-杜-福徳」
  - 「レクスト-杜-岩倉」
  - 「レクスト-杜-大府」

## 主な施設

### 結婚式場・ホテル
- ミライエ ウエディング
- ザ・グランドティアラ一宮
- ホテルグランドティアラ安城

### カフェ・レストラン
- 創作フレンチレストラン「シャフォンテ」
- カフェ＆ダイニング「マリブ」
- 日本料理「しょうあん」
- バーラウンジ「カーメル」

### 葬儀式場

#### 名古屋市内
- 愛昇殿レクストの杜-吹上（千種区）
- 自由ヶ丘愛昇殿（千種区）
- 東山愛昇殿（千種区）
- 愛昇殿レクストの杜-若葉通（北区）
- 愛昇殿レクストの杜-福徳（北区）
- 愛昇殿レクストの杜-那古野（西区）
- 愛昇殿レクストの杜-太閤通（中村区）
- 愛昇殿平和クリスタルホール（中区）
- 愛昇殿レクストの杜-堀田通（瑞穂区）
- 愛昇殿レクストの杜-六番町（熱田区）
- 高畑愛昇殿（中川区）
- 愛昇殿レクストの杜-太平通（中川区）
- みなと愛昇殿（港区）
- 愛昇殿レクストの杜-南陽茶屋（港区）
- 愛昇殿レクストの杜-道徳（南区）
- 愛昇殿レクストの杜-鳴海（緑区）
- 愛昇殿レクストの杜-徳重平手（緑区）
- 愛昇殿レクストの杜-藤が丘（名東区）
- 愛昇殿レクストの杜-本郷貴船（名東区）
- 愛昇殿レクストの杜-野並（天白区）
- 原愛昇殿 了庵（天白区）
- 愛昇殿レクストの杜-鳴子北（天白区）
- 愛昇殿レクストの杜-天白焼山（天白区）
- 愛昇殿レクストの杜-小幡（守山区）

#### 尾張地区
- 愛昇殿レクストの杜-一宮奥町（一宮市）
- 愛昇殿レクストの杜-一宮朝日（一宮市）
- 一宮松降愛昇殿（一宮市）
- 尾西愛昇殿（一宮市）
- 愛昇殿レクストの杜-一宮森本（一宮市）
- 愛昇殿レクストの杜-春日井（春日井市）
- 春日井第二愛昇殿（春日井市）
- 愛昇殿レクストの杜-春日井出川（春日井市）
- 愛昇殿レクストの杜-勝川（春日井市）
- 愛昇殿レクストの杜-津島（津島市）
- 愛昇殿レクストの杜-犬山（犬山市）
- 江南愛昇殿（江南市）
- 小牧愛昇殿（小牧市）
- 小牧駅北愛昇殿（小牧市）
- 稲沢愛昇殿（稲沢市）
- 愛昇殿レクストの杜-名和（東海市）
- 東海愛昇殿（東海市）
- 愛昇殿レクストの杜-大府（大府市）
- 尾張旭愛昇殿（尾張旭市）
- 愛昇殿レクストの杜-岩倉（岩倉市）
- 愛昇殿レクストの杜-豊明（豊明市）
- 豊明三崎愛昇殿（豊明市）
- 愛昇殿レクストの杜-米野木（日進市）
- 愛昇殿レクストの杜-師勝（北名古屋市）
- 甚目寺愛昇殿（あま市）
- 海南愛昇殿（弥富市）
- 愛昇殿レクストの杜-蟹江（海部郡蟹江町）
- 愛昇殿レクストの杜-東郷（愛知郡東郷町）

#### 三河地区
- 刈谷愛昇殿（刈谷市）
- 愛昇殿レクストの杜-安城（安城市）
- 知立愛昇殿（知立市）

#### 岐阜県
- 岐阜愛昇殿（岐阜市）

#### 三重県
- 堀木愛昇殿（四日市市）
- 桑名愛昇殿（桑名市）

#### 長野県
- 小諸愛昇殿（小諸市）
- 上田愛昇殿（上田市）
- 上田南愛昇殿（上田市）
- 東御愛昇殿（東御市）

### 無料休憩所
- 愛昇殿無料休憩所（名古屋市八事霊園内）

### 仏壇・墓石・霊苑
- あいしょう本店ショールーム（名古屋市西区）
- あいしょう春日井店（春日井市）
- あいしょう蟹江店（海部郡）
- あいしょう一宮店（一宮市）
- あいしょう江南店（江南市）
- あいしょう半田店（半田市）
- あいしょう安城店（安城市）

## グループ企業
グループ会社・グループ互助会より。
- 株式会社ブライダルサービス
- 株式会社レクストワン（旧大垣冠婚葬祭互助会）
- 株式会社レクスト関西（旧新大阪互助会）
- 株式会社グランドティアラ
- 株式会社大阪祭典
- 株式会社ライフサークル
- 株式会社ティアラ
- 株式会社レクスト・アイ（旧冠婚葬祭愛知グループ）
- 株式会社レクスト・リンク（東濃新生活互助会）
- 株式会社レクストエール（旧東濃冠婚葬祭）
- 株式会社レクスト三河（旧トヨダ冠婚葬祭互助会）
- 株式会社南愛知冠婚葬祭互助会
- 株式会社ライフスターメンバーズ
- 愛知友の会
- 愛知県いきいき生活協同組合
- 株式会社ティアラ倶楽部
- プリマリエチャーチ
- 一般財団法人東海冠婚葬祭産業振興センター
- 中部高砂互助協同組合
- 株式会社コスモスプリマリエ
- 株式会社アイ・プランニング
- 株式会社スタジオジーティ
- 株式会社ジーティブライダル
- 株式会社エージー・フラワー

## CM

### 出演者
- 森野将彦（レクストウエディング、2019年、放映開始時中日ドラゴンズ二軍打撃コーチで2020年より野球解説者、2022年に一軍打撃コーチとして中日に復帰）

### 過去の出演者
- 郷ひろみ（高砂殿、1979年）[要出典]
- 高田浩吉（愛知葬祭）[要出典]
- 高田美和（愛知葬祭）[要出典]

### 過去のCMソング
- forever - 岡村孝子
- Loving You - THE ALFEE